# Diogenes alias
Diogenes alias is een tienpotigensoort uit de familie van de Diogenidae. De wetenschappelijke naam van de soort is voor het eerst geldig gepubliceerd in 2001 door McLaughlin & Holthuis.